# 暴风雨 (1911年电影)
《暴风雨》（英語：The Tempest）是依据威廉·莎士比亚的同名戏剧改编而成的一部美国无声电影，于1911年上映。该片导演埃德温·比豪泽，由Thanhouser公司发行。1911年11月28日上映。